# Sistroúni
Sistroúni (Sistrouni) är en ort i Grekland.   Den ligger i prefekturen Nomós Ioannínon och regionen Epirus, i den centrala delen av landet, 300 km nordväst om huvudstaden Aten. Sistroúni ligger 368 meter över havet och antalet invånare är 303.
Terrängen runt Sistroúni är kuperad åt nordost, men åt sydväst är den bergig. Sistroúni ligger nere i en dal. Runt Sistroúni är det ganska glesbefolkat, med 31 invånare per kvadratkilometer. Närmaste större samhälle är Pappadátes, 13,3 km sydost om Sistroúni. I omgivningarna runt Sistroúni växer i huvudsak blandskog.